# Внешняя политика Швейцарии
Постоянный нейтралитет Швейцарии возник в результате подписания четырёх международно-правовых актов: Акта Венского Конгресса от 8 (20) марта 1815 года, Приложения к Акту Венского Конгресса № 90 от 8 (20) марта 1815 г., Декларации держав о делах Гельветического Союза и Акта относительно признания и гарантии постоянного нейтралитета Швейцарии и неприкосновенности её территории. В отличие от других стран, избравших подобный путь исключительно под воздействием внешних факторов (например, как результат поражения в войне), нейтралитет Швейцарии сформировался и по внутриполитическим причинам: нейтралитет, став объединяющей нацию идеей, способствовал эволюции её государственности от аморфной конфедерации к централизованному федеративному устройству.
За годы политики постоянного вооружённого нейтралитета альпийской республике удалось избежать участия в двух опустошительных мировых войнах и укрепить свой международный авторитет, в том числе путём осуществления многочисленных посреднических усилий. Принцип поддержания связей «между странами, а не между правительствами» позволял вести диалог со всеми, вне зависимости от политических или идеологических соображений.
Швейцария представляет третьи государства там, где у них прерваны дипломатические отношения, к примеру, интересы СССР в Ираке в 1955 году, Великобритании в Аргентине во время англо-аргентинского конфликта 1982 года; в настоящее время Швейцария представляет интересы США на Кубе и в Иране, интересы Кубы в США, интересы Российской Федерации в Грузии после разрыва дипломатических отношений между этими странами в 2008 году. Швейцария оказывает «добрые услуги», предоставляя свою территорию для прямых переговоров между участниками конфликтов (нагорно-карабахская, абхазская и южноосетинские проблемы, кипрское урегулирование и т. д.).
Из всех существующих в современном мире видов нейтралитета, швейцарский — наиболее длительный и последовательный. Сегодня Швейцарская Конфедерация не входит ни в один военный альянс, ни в ЕС.
В последние годы, в связи с переменами в Европе и мире, в правительстве и общественном мнении набирает силу настрой в пользу усиления интеграции с ЕС и более гибкой трактовки принципа нейтралитета.
В мае 2004 года подписан «второй пакет» секторальных договоров ЕС — Швейцария, который, вместе с «первым пакетом» (вступил в силу 1 июня 2002 года), является своего рода альтернативой вступлению Швейцарии в ЕС.
В рамках общенациональных референдумов, прошедших в 2005 году, народом Швейцарии положительно решён вопрос о присоединении Швейцарии к Шенгенскому и Дублинскому договорам (соглашение об этом с ЕС входит во «второй пакет»), а также о распространении положений Договора о свободе перемещений между Швейцарией и ЕС (входит в «первый пакет» секторальных договоров) на новых членов ЕС, вступивших в Союз в 2004 году.
Вместе с тем, принято решение считать вопрос о вступлении Швейцарии в Евросоюз не «стратегической целью», как раньше, а только «политической опцией», то есть возможностью.

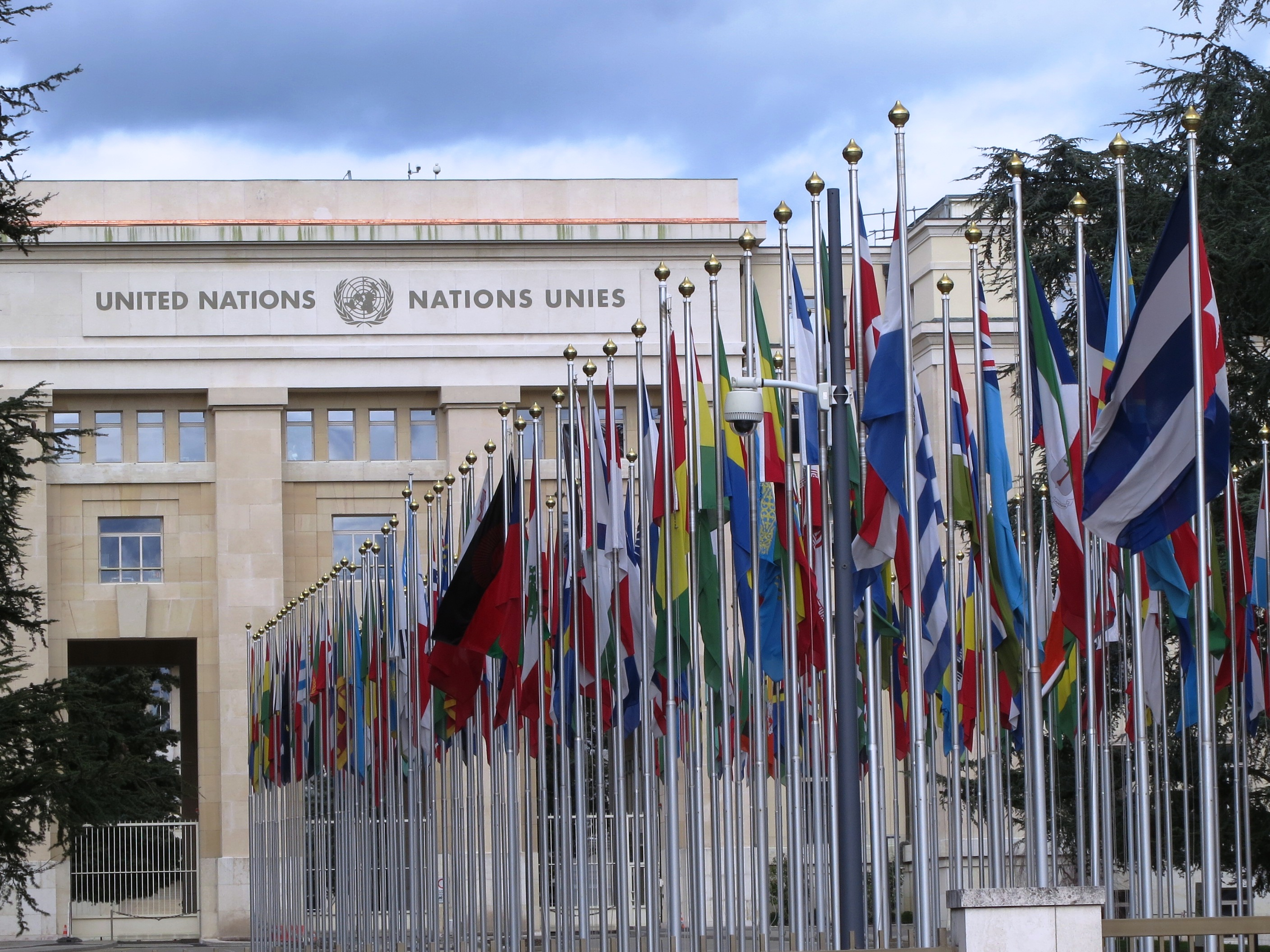
Дворец Наций в Женеве

В 1959 году Швейцария стала одной из стран-учредительниц ЕАСТ, в 1972 году вошла в Европейское экономическое пространство, в 2002 году — в ООН.
Швейцария активно оказывает гуманитарную помощь жертвам конфликтов, содействует экономическому развитию стран третьего мира для преодоления нищеты.
Швейцария поддерживает дипломатические отношения с Российской Федерацией. Дипломатические отношения между Швейцарией и РСФСР существовали с мая по ноябрь 1918 года, затем были прерваны и восстановлены уже с СССР лишь 18 марта 1946 года.

## Нейтралитет Швейцарии
Внешняя политика Швейцарии согласно конституции этой страны строится с учётом международно-правового статуса постоянного нейтралитета. Швейцария не входит ни в один из военных альянсов, ни в ЕС.

### Истоки нейтралитета
Исторические корни швейцарского нейтралитета восходят к Средневековью, и связать его начало с какой-то определённой датой представляется сложным. На этот счёт существуют несколько точек зрения.
Многие современные, в том числе российские авторы, связывают начало истории швейцарского нейтралитета с поражением швейцарских войск в битве с французами при Мариньяно (1515 г.). Тогда в начале XVI века швейцарские кантоны вели завоевательную политику и в 1508 году захватили Ломбардию, но уже в 1515 году потерпели жестокое поражение от французов и потеряли власть над Миланом. И действительно, с тех пор Швейцария не вела завоевательных войн, но, конечно, это ещё не означало постоянного нейтралитета. О швейцарском нейтралитете как о постоянном явлении до заключения после Вестфальского мира, завершившего Тридцатилетнюю войну, не упоминается.
Другая точка зрения состоит в том, что принцип нейтрального поведения впервые встречается в швейцарской истории не как внешнеполитический, но как внутриполитический принцип. Так швейцарский историк Эдгар Бонжур утверждает, что «понятие швейцарского нейтралитета возникло почти одновременно с понятием швейцарской нации». Конечно, с таким категоричным утверждением можно поспорить, ведь швейцарские кантоны в период, когда формировались феодальные государства в Западной Европе, нередко вмешивались в войны. Известно, что швейцарцы составляли наёмные войска у различных феодальных властителей. Однако уже в XIV веке в договорах отдельных кантонов с их соседями употреблялся немецкий термин «stillesitzen» или «stille zu sitzen» (дословно — сидеть смирно, тихо), что примерно соответствует позднейшему понятию нейтралитета. Ещё в 1351 году, то есть в то самое время, когда в Конфедерацию вступал Цюрих, её границы пытались разместить так, чтобы остаться в стороне от жестоких усобиц, зачастую случавшихся в Ретии. Во временном союзе Берна и Золотурна с маркграфом Рудольфом фон Хашбергом в 1399 году закреплялось положение, в соответствии с которым оба города оставляли за собой право «сидеть тихо», если их партнёр по союзу окажется вовлечённым в конфликт. Следовательно, оба этих города не хотели вмешиваться в конфликты, которые не затрагивали их собственных интересов.
В 1411 году на тот момент ещё 7 швейцарских кантонов наложили на регион Аппенцелль обязанность оставаться нейтральным в случае конфликта между самими кантонами. Таким образом, принцип нейтрального поведения встречается впервые как внутриполитический принцип.
После окончания Тридцатилетней войны «Свободное государство „Трёх Союзов“» оставалось желанным союзником, будь то в смысле поставки наёмной силы или предоставлении территории для транзита войск. Плата за такие услуги чаще всего принимала форму денежных компенсаций или обещания военной и политической помощи.
Интересен тот факт, что только альянс с Францией в 1614 году был альянсом всех кантонов. Остальные же союзы и альянсы касались только некоторых кантонов, например союз католических кантонов с Испанией и Савойей. Такая ситуация не позволяла Конфедерации целиком «перейти» на чью-либо сторону и делала её неудобным партнёром в политическом и военном сотрудничестве.
В XVI веке Швейцария была уже не в состоянии вести политику территориальной экспансии, характерную для XV века. И уже после окончания Тридцатилетней войны Швейцария склонялась к занятию позиции нейтралитета и невмешательства в большие европейские дела. Знаковым событием этой тенденции был отказ швейцарских кантонов заключить альянс с находящейся в зените могущества Швецией.
В обстановке политической напряжённости в Европе в 30-е годы XVII века в Швейцарии впервые возникает идея вооружённого нейтралитета. В 1647 году было издано общее для всех кантонов «Военное уложение» («Heeresordnung», или «Defensionale»). Согласно этому «Военному уложению» создавался единый Военный совет и общая мобилизационная организация, основой которой были военные контингенты кантонов.
В ходе Вестфальского конгресса швейцарские кантоны предприняли попытку высвободить из-под юрисдикции Священной Римской империи города Базель, Шаффхаузен и Санкт-Галлен. Особенную заинтересованность здесь имел Базель, потому что земли Эльзаса, которые являлись источником благосостояния как города, так и всей Конфедерации, должны были по результатам конгресса сменить своего владельца.
Для решения этого вопроса в феврале 1646 года специальная сессия Собора приняла решение направить посольство в Мюнстер и Оснабрюк. Миссию возглавил базельский бургомистр Рудольф фон Веттштайн. В ходе конгресса основная задача Веттштайна — освобождение Базеля от обязанности подчиняться имперскому суду — была выполнена. Но этим дело не ограничилось. При поддержке французского посла, графа Анри де Лонгвиля Орлеана, была достигнута договорённость, в соответствии с которой город Базель и остальные земли Конфедерации выводились бы из сферы юрисдикции империи. Таким образом, империя признала суверенитет швейцарских кантонов, юридически закрепив отделение Швейцарии от Германской империи.
В конце XVII века швейцарские кантоны продолжали поставлять европейским феодалам солдатскую наёмную силу. И получалось так, что швейцарские наёмные солдаты служили у феодалов, враждующих друг с другом. Это был своего рода «нейтралитет наоборот», отличавшийся «ненахождением» целиком и полностью на чьей-либо стороне. И в конце концов, 11 сентября 1709 года в битве при городе Мальплак произошло кровавое столкновение между швейцарскими наёмниками, служившими во французском лагере с одной стороны, и в нидерландском — с другой. «Слуга двух господ» снова попал в центр европейского конфликта. Это снова подтолкнуло швейцарские кантоны к переходу от политики балансировки, чреватой распадом страны, к политике полного нейтралитета.
Уже в качестве нейтрального государства Швейцария принимала активное участие в процессе урегулирования последствий войны за испанское наследство, а один из мирных договоров был заключён в швейцарском городе Бадене. Это было первое выступление Швейцарии на международной арене как нейтрального государства. Участие Швейцарии в послевоенном урегулировании не только впервые позиционировало её в качестве нейтральной силы на европейском континенте, но и замкнуло накопленный внутри- и внешнеполитический опыт в единую национальную концепцию нейтралитета.
Таким образом, практика швейцарского внешнеполитического нейтралитета развивалась на пути от балансировки между различными центрами политической силы к собственно нейтралитету современного типа, теоретическая идея которого возникла только в ходе XVIII века, когда нейтральная позиция Швейцарии стала настолько привычной, что изменить её уже едва ли представлялось возможным.

### Нейтралитет во время мировых войн
В день, когда началась Первая мировая война, Швейцария провела всеобщую мобилизацию, а уже 4 августа 1914 года не замедлила оповестить воюющие державы о том, что она будет придерживаться традиционной нейтральной политики.
«Швейцария была нейтральна — но швейцарцы нейтральными не были, они активно заявляли о своей позиции…». Немецкие швейцарцы поддерживали Германию, а «франкофонные» граждане — Антанту. Конфликты между соседями всегда представляли для государства проблему. Вот и Первая мировая война стала тяжёлым испытанием. В стране разгорелась самая настоящая информационная война. И с той, и с другой стороны находились охотники подлить масла в огонь. В этом смысле нейтралитет был важнейшим инструментом для противодействия неизбежно возникающим центробежным силам .
Несмотря на военные действия, Швейцария со своим довольно большим населением и развитой промышленностью сохраняла торговые отношения с обеими враждующими сторонами. Это не противоречило её статусу нейтралитета. Для торговых сношений с Германией было создано нечто вроде посреднической конторы в Цюрихе, а для торговли с Антантой — Швейцарское общество экономического контроля. Швейцария дала обязательство, что товары, поступающие на её территорию, не будут переправляться в другие страны.
В целом война не так сильно повредила швейцарской экономике. Её военные расходы по сравнению с другими странами были ничтожны — всего 1,2 млрд швейцарских франков.
После окончания войны в стране очень быстро возобладало мнение, что в новую «демократическую эру» нейтральным государствам необходимо занять более активную позицию. Классический нейтралитет, как казалось, исчерпал весь свой потенциал и больше не соответствовал новым реалиям. Именно такими категориями мыслил выдающийся швейцарский юрист и дипломат Макс Хубер. Своё понимание «активного нейтралитета» он изложил в выступлении в Люцерне. Две фундаментальные идеи, в которых Хубер был убеждён — идею нейтралитета и идею активной внешнеполитической ангажированности — можно было совместить только в рамках политики «активного нейтралитета».
В 1920 году Швейцария вступила в Лигу Наций, но на особых положениях. Швейцария могла не участвовать в военных санкциях против агрессора, как требует Устав Лиги. В этом большая заслуга Макса Хубера. Однако она не была освобождена от экономических санкций. Но в октябре 1935 года, когда в Лиге Наций обсуждался вопрос об экономических санкциях против Италии, Швейцария под предлогом нейтралитета отказалась принимать участие в общем совещании. Это было равносильно отказу от сотрудничества в рамках организации.
После событий 1938 года, когда Германия насильственно присоединила к себе Австрию, Швейцария провела всеобщую мобилизацию и объявила о вооружённом нейтралитете. Все швейцарские газеты поместили декларацию правительства, в которой говорилось: «13 марта федеральная Австрия, с которой Швейцария поддерживала сердечные добрососедские отношения, перестала существовать как независимое государство. Историческое событие, которое произошло на наших глазах, может иметь далеко идущие последствия…». Далее подчёркивалось, что изменения, произошедшие на политической карте, никак не изменят внешнюю политику Швейцарии. «Независимость и нейтралитет Швейцарской федерации оказываются, наоборот, необходимыми более, чем когда-либо… Урок, который наша страна должна извлечь из этих событий, совершенно ясен: больше, чем когда бы то ни было, необходимо продолжать наши усилия и добиться осуществления наших стремлений к признанию нашего всеобъемлющего нейтралитета; должно быть устранено любое двусмысленное толкование этого понятия».
Швейцарский народ с тревогой следил, как разворачиваются события на границе страны.
В 1940 году 10 мая Германия, не посчитавшись с нейтралитетом Бельгии, Нидерландов и Люксембурга, прошлась катком по этим странам. В дальнейший период Швейцарии уже с ружьём в руках пришлось отстаивать свой нейтралитет. Впервые было применено на практике то положение международного права, которое гласит, что нейтральное государство может защищать от армий, флотов и авиации неприкосновенность своей территории. Швейцарские вооружённые силы сбили и интернировали большое количество иностранных самолётов. Также были интернированы части французских армий. «Авиация воюющих сторон многократно нарушала швейцарские границы и даже бомбардировала швейцарские города по ошибке».

### Нарушение нейтралитета
В марте 2022 Швейцария нарушила банковский нейтралитет, присоединившись к санкциям ЕС против России.

## Шенгенское пространство
19 мая 2004 года Швейцария подписала договор «О присоединении Швейцарии к Шенгенскому и Дублинскому соглашениям».
С декабря 2008 года Швейцария является частью Шенгенского пространства, признаёт шенгенские визы и выдаёт такие визы сама. Став членом Шенгенского пространства, Швейцария получает доступ к «SIS» — «шенгенскому» электронному банку данных ЕС. Отменяется систематический контроль на внутренних границах стран Шенгенского соглашения, в том числе на границах Швейцарии с Германией, Италией, Францией, Австрией.
У Швейцарии, однако, остаётся право осуществлять мобильный выборочный контроль во внутренних областях страны. В настоящее время Швейцария фактически находится в «шенгенском режиме», поскольку проконтролировать 700 тысяч переходов границы, совершающихся каждый день, физически невозможно. Что касается грузов, то Швейцария, не являясь членом Европейского таможенного союза, имеет право проводить их пограничный досмотр.

## Международные организации
На территории Швейцарии более века действуют многочисленные международные организации (около 250).
К настоящему времени, 22 международные организации имеют штаб-квартиры в Женеве, 2 в Берне, по 1 в Базеле и Лозанне. Кроме того, с 6 квази-межправительственными организациями заключены фискальные соглашения, и более чем 200 неправительственных организаций-советников ООН базируются в Швейцарии.
В Женеве:
- Европейское Отделение ООН,
- Европейская экономическая комиссия ООН,
- Экономический и социальный совет ООН,
- Конференция ООН по торговле и развитию,
- Всемирная организация здравоохранения,
- Международная организация труда,
- Международный союз электросвязи,
- Всемирная метеорологическая организация,
- Межпарламентский союз,
- Международный Комитет Красного Креста,
- Всемирный совет церквей,
- Всемирная торговая организация,
- Всемирная организация интеллектуальной собственности,
- Всемирная организация скаутского движения,

в Берне:
- Всемирный почтовый союз,
- Бюро международной организации пассажирских и грузовых железнодорожных перевозок,
- Европейская организация по контролю качества,

в Базеле:
- Банк международных расчётов,
- Международное общество по внутренней медицине,

в Лозанне:
- Международный олимпийский комитет,
- Международный комитет исторических наук.

## Швейцария и Организация Объединённых Наций

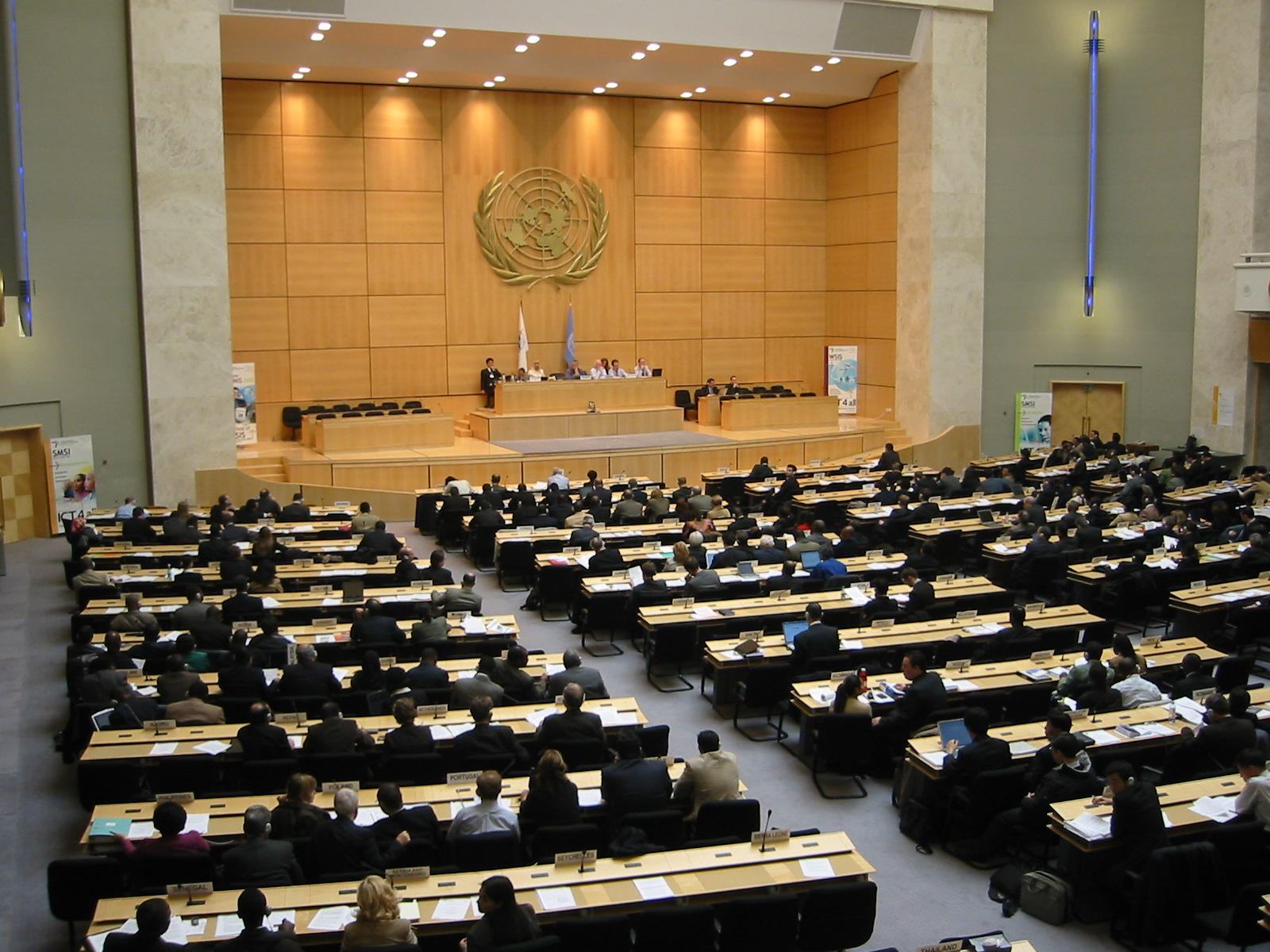
Заседание в Дворце Наций

ООН — одна из самых влиятельных организаций в мире. С ней у Швейцарии на протяжении более 50 лет складывались непростые, во многом противоречивые отношения. Новые веяния нового века внесли коррективы в характер этих взаимоотношений.
Поначалу Швейцария считалась государством-попутчиком гитлеровской Германии, поэтому её вступление в ООН было невозможным. В марте 1945 года французское правительство выдвинуло идею относительно того, чтобы сделать ООН «открытой для всех миролюбивых государств», при этом заметив, что «обязанности, которые налагает на государство членство в ООН, не совместимы с принципами нейтралитета».
Да и сама Швейцария долгое время особо не стремилась вступить в Организацию Объединённых Наций. Однако постепенно стала более серьёзно осмысливаться необходимость преодоления внешнеполитической изоляции страны. По этой причине были предприняты попытки вступить в ряды ООН при сохранении нейтрального статуса в рамках организации, которые однако не принесли ожидаемого результата. Председатель ГА ООН, бельгийский министр иностранных дел П. А. Шпаак, попросил швейцарцев «не затрагивать более темы нейтралитета», так как это «создало бы опасный прецедент, который дал бы возможность и другим странам требовать себе исключений в плане взятия на себя обязательств, вытекающих из Устава ООН».
Проводя активную закулисную дипломатическую деятельность, Федеральный совет не решился развернуть обширную дискуссию по проблеме присоединения к ООН. Швейцарский историк Тобиас Кестли считает, что «Федеральный совет боялся общественной дискуссии». Российский историк И. Петров, развивая его мысль, приходит к выводу, что причина этого страха крылась в нежелании разрушать сложившуюся в годы войны «атмосферу общественного единства». Это было ещё более нежелательно в условиях разгара «холодной войны».
На референдуме о вступлении в ООН в 1986 году против высказались 75,7 % населения Швейцарии и все кантоны.
Правительство Швейцарии интенсифицировало усилия по созданию необходимых условий для вступления в ООН лишь тогда, когда в 1989 году на Европейском континенте и в мире в целом начали происходить известные политические перемены. Особенной активности эти усилия достигли именно в конце 1990-х годов — начале XXI века, когда были составлены «Доклад об отношениях Швейцарии и Организации Объединённых Наций» 1998 года, «Внешнеполитический доклад за 2000 год», «Послание о народной инициативе к вхождению Швейцарии в Организацию Объединённых Наций» 2000 года.
Выступая на церемонии вступления Швейцарии в ООН, К. Филлигер (в то время швейцарский президент) обозначил основные приоритеты, которыми Швейцария намерена руководствоваться в рамках ООН, подчеркнув, что «цели Устава Организации Объединённых Наций практически полностью совпадают с основными приоритетами внешней политики Швейцарии, поэтому полноправное членство в ООН внесёт существенный вклад в достижение швейцарских целей на международной арене как в двустороннем, так и многостороннем формате». Среди приоритетов были названы такие проблемные области, как укрепление мира и безопасности, разоружение, международное право, права человека, помощь развивающимся странам, экологическое досье.
3 марта 2002 года на референдуме 53 % населения Швейцарии проголосовало за вхождение в ООН. 11 марта 2002 года Швейцария стала полноправным членом Организации Объединённых Наций.
57-я Генассамблея ООН была первой, в которой участвовала Швейцария в качестве полноправного члена ООН. Среди швейцарских приоритетов здесь важную роль играл вопрос совершенствования механизма «прицельных санкций». Признавая необходимость такого инструмента международного воздействия, как санкции, Швейцария призывала однако к только таким санкциям и такому порядку их применения, при котором они, по возможности, затрагивали бы исключительно тех, кто реально ответственен за возникновение приведшего к введению санкций кризиса, не принося при этом вреда гражданскому населению или третьим странам. Среди возможных санкций подобного рода Швейцария выделяет замораживание счётов, введение эмбарго на поставки определённых видов товаров (оружие, нефть, алмазы, другие природные ресурсы), ограничения в области виз и перемещений частных и официальных лиц. По мнению самой Швейцарии, вхождение её в ООН придало её усилиям в области оптимизации порядка применения санкций дополнительный вес и убедительность.
В качестве полноправного члена ООН Швейцария активно работала в «Первом комитете» ГА ООН, занимающимся вопросами режима нераспространения и контроля за вооружениями. Швейцария решительно выступила за полную реализацию «тринадцати практических мер», принятых в 2000 году на Конференции по имплементации положений «Договора о нераспространении ядерного оружия». Швейцария призвала страны, которые ещё не являются членами «Договора о запрещении ядерных испытаний», присоединиться к этому документу, а также присоединиться к переговорам по «Договору о запрещении производства расщепляющихся материалов военного назначения».
Ещё одно приоритетное направление швейцарской политики в рамках ООН — контроль за торговлей оружием. Швейцария придаёт большое значение расширению сферы действия Соглашения 1980 г. о некоторых видах обычных вооружений («CWW»). Страна поддержала соответствующую резолюцию ООН относительно обычных вооружений и подчеркнула важность работы спецуполномоченного генерального секретаря ООН О. Оттуну по проблеме участия детей в вооружённых конфликтах. Швейцария выступила за универсализацию Оттавского договора по противопехотным минам. Со своей стороны Швейцария финансирует работу Международного гуманитарного противоминного центра в Женеве, который является важнейшим партнёром ООН в сфере реализации противоминной программы («UNMAS»).
Швейцария активно поддерживает создание и работу исследовательских программ и институтов в сфере безопасности. Так, в сотрудничестве с секретариатом ООН Швейцария выступила создателем «Гарвардской программы гуманитарной политики и конфликтных исследований». Швейцария активно сотрудничает и с другими академическими партнёрами, например, с нью-йоркской «Международной Академией мира».
Борьба с бедностью — ещё один важный вектор в сфере деятельности Швейцарии в рамках ООН. Так, в ходе обсуждения результатов прошедшей в марте 2002 года в г. Монтеррей (Мексика) Международной конференции по вопросам финансирования политики в области развития, Швейцария призвала к более тесному и систематическому сотрудничеству всех заинтересованных стран и структур (в первую очередь имелись в виду ООН, Всемирный банк, Международный валютный фонд, ВТО, частные фирмы и неправительственные организации) в области развития стран «третьего мира» и борьбы с глобальной бедностью, выступив с инициативой по интенсификации диалога между Всемирным экономическим форумом в Давосе и ООН.
Швейцария придаёт весомое значение проблематике развития горных регионов планеты. В декабре 2001 года Швейцария выступила в Нью-Йорке с инициативой проведения в 2002 году международного года гор (который и был проведён). В рамках 57-й сессии ГА ООН Швейцария активно выступала, с использованием потенциала «Группы по горной проблематике», в пользу обеспечения устойчивого развития горных районов Земли.
В результате была принята соответствующая резолюция, которая была с удовлетворением воспринята швейцарцами «как документ, обеспечивающий политическую зримость проблемы развития горных регионов». На основании этой резолюции был учреждён Международный день гор — 11 декабря.
Борьба за права человека — традиционная составная часть швейцарской внешней политики. На основании таких позиций Швейцария строит свою работу и в структурах ООН.
На 57-й сессии ГА ООН Швейцария активно выступала в рамках дебатов по проблематике, связанной с борьбой против наркомании и неконтролируемого распространения наркотических и приравненных к ним средств. Швейцария является участником «Единой конвенции ООН по наркосодержащим средствам» 1961 года, «Психотропной конвенции ООН» 1971 года и «Дополнительного протокола к Психотропной конвенции» 1972 года. Швейцарии является одним из главных спонсоров «Программы ООН по международному наркоконтролю». В 1998—2002 гг. Швейцария состояла членом «Комиссии ООН по наркосодержащим средствам».
Швейцария особое внимание уделяет роли частного сектора экономики в обеспечении устойчивого поступательного развития мирового хозяйства и достижении всеобщего благосостояния. В частности, участвуя в дебатах на 57-й сессии ГА ООН, Швейцария подчёркивала важность тезиса о «социальной ответственности предпринимателей как на национальном, так и на международной уровне».
Швейцария использует возможности, открывшиеся перед ней как перед полноправным членом ООН, для дальнейшего продвижения своей экологической политики. Рассматривая Экологическую программу ООН в качестве важнейшей «опоры мировой экологической архитектуры», Швейцария последовательно выступает за усиление роли этой структуры, которая является «эффективным инструментом реализации принимаемых в экологической сфере решений».
Ещё с 57-й сессии ГА ООН Швейцария настойчиво следует тезису о том, что «между целями защиты окружающей среды и выгодами международной торговли нет и не может быть иерархических отношений, они одинаково важны, должны дополнять друг друга и быть соблюдены в равной степени».
Здесь её позиция соответствует, в частности, позиции Норвегии, оппонируя подходам США и некоторых развивающихся стран, оценивающие экологические цели как факторы, играющие подчинённую роль по отношению к резонам международной торговли.

## Отношения Швейцарии и ЕС
Швейцарская конфедерация до середины XIX в. считалась одной из беднейших европейских стран. Её население состояло из многих народов различного этнического, культурного, религиозного и языкового происхождения. Страна не располагала какими-либо существенными природными ресурсами и не имела даже прямого выхода к морским торговым путям. Конфедерацию сотрясали частые религиозные войны и борьба за власть.
Но в начале XXI в. Швейцария уже была отнесена Всемирным банком к группе самых богатых государств мира (её ВВП на душу населения составил 36.2 тыс. долл.). В специально подготовленном исследовании Швейцарского восточного института такая метаморфоза объясняется в основном внедрением высокоэффективной общественно-политической системы управления. Она основана на соблюдении демократических правил политического противоборства, уважении прав человека и защиты национальных меньшинств.
Однако в эти же годы особое значение приобрела проблема отношений Швейцарии и Европейского союза. Начался сложный процесс обсуждения условий присоединения этой страны к европейской интеграции, который продолжается уже не одно десятилетие. Но как отмечал известный швейцарский общественный деятель Ш. Куке: «Современная Швейцария — достаточно богатая страна и может позволить себе длительное время придерживаться принципов „выборочной интеграции“, которая позволяет минимизировать давление Евросоюза и обеспечивает сохранение своей специфики, то есть прибыльности определённых секторов национальной экономики.»
В Швейцарии царит совершенно особый подход к самой сути ЕС. Швейцарские аналитики считают, что жёсткая федеративная структура по образцу США не может быть моделью для дальнейшего развития политической системы ЕС. Вместо «европейского федерализма» в Швейцарии часто употребляется понятие «европейского космополитического образования». В Швейцарии исходят из того, что строительство ЕС является бесконечным процессом, у которого нет и не может быть «окончательной цели». Ни сам Евросоюз, ни отдельные входящие в него государства не должны образовывать «монопольного центра власти». Им отводится роль узлов сложно структурированной общественно-политической системы безопасности.
На рубеже XX—XXI столетий в Швейцарии возросло понимание того, что продолжительная стагнация, характерная для страны на рубеже веков, а также причины отставания от других государств Западной Европы кроются, в известной мере, и в приверженности Конфедерации так называемому «особому пути», предполагающему существование рядом с ЕС, но без непосредственного участия в нём при частичном вовлечении в процесс европейской интеграции. Это понимание подталкивало руководство Конфедерации к интенсификации диалога с Евросоюзом. Такой диалог особенно важен для Швейцарии с учётом того, что основным фактором роста её экономики остаётся внешний спрос на швейцарскую продукцию (экспортная квота составляет 45 %), а львиная доля торговли приходится на страны Евросоюза (60 % экспорта и 82 % импорта).
Первые соглашения между Швейцарией и Европейским союзом были подписаны ещё в 1972 году в рамках договора о вхождении в Европейское экономическое пространство ряда стран, находившихся в составе ЕАСТ. Таким образом, была создана основа для реализации четырёх основных принципов: свободы движения товаров, капиталов, услуг и рабочей силы. Затем последовала целая серия референдумов, определивших характер дальнейших отношений с ЕС. В декабре 1992 года был проведён всенародный плебисцит относительно целесообразности начала переговоров об условиях вступления страны в Евросоюз. Против проголосовало 50,4 % населения, перевес составил лишь 23,3 тысячи голосов, но за этим незначительным перевесом стоит тот факт, что против включения страны в европейскую интеграцию высказались 16 из 26 кантонов.
В результате неодобрения начала переговорного процесса страна оказалась в наименее благоприятных торгово-экономических условиях по сравнению с другими европейскими странами. В этих условиях правительство приняло решение об изменении переговорной стратегии. В мае 2000 года был проведён референдум относительно целесообразности заключения двустороннего соглашения с Евросоюзом по семи конкретным торгово-экономическим проблемам. Большинство населения (67,2 %) одобрило этот шаг. Против выступили только два кантона (в Тичино опасались возможного усиления притока иммигрантов из Италии, а в Швице вообще всегда против любого расширения связей с соседними странами).
По мнению швейцарского правительства, подписанные соглашения обеспечивают стране почти три четверти всех преимуществ, которыми располагают государства — члены ЕС, но не вынуждают к соответствующим уступкам. При этом не наносится какой-либо ущерб государственному суверенитету. Все четыре политические партии, входящие в правительство (Федеральный совет), а также основные финансово-промышленные и профсоюзные объединения поддержали соглашения.
19 мая 2004 года были подписаны следующие соглашения: «Об освобождении от таможенного налогообложения экспорта в ЕС швейцарских переработанных сельхозпродуктов», «О вхождении Швейцарии в Европейское экологическое агентство», «О присоединении Швейцарии к системе европейского статистического учёта („Евростат“)», «О присоединении Швейцарии к Европейской программе развития в области массмедиа», «О присоединении Швейцарии к европейской образовательной программе», «Об освобождении живущих в Швейцарии вышедших на пенсию чиновников ЕС от двойного налогообложения», «О присоединении Швейцарии к Шенгенскому и Дублинскому соглашениям», «О налогообложении процентов с размещённых в швейцарских банках европейских капиталов», «О присоединении Швейцарии к соглашению о борьбе с уклонением от непрямых налогов (НДС, акцизы и пр.)».
Конфедерации удалось всё-таки сохранить за собой право не оказывать правовую помощь странам-членам ЕС по делам, связанным с уклонением от прямых налогов, в рамках присоединения к Шенгену/Дублину. В 5 июня 2005 года на референдуме граждане Швейцарии высказались за вступление в Шенгенское пространство.
С 12 декабря 2008 года Швейцария официально вступила в Шенгенское безвизовое пространство. На границах страны на всех наземных пропускных пунктах отменён паспортный контроль. В аэропортах Швейцарии паспортный контроль сохранился только до 29 марта 2009 года. За это время страна подготовила свои авиационные терминалы для обслуживания внутришенгенских авиарейсов, где паспортный контроль не требуется, и отделила эти рейсы от остальных международных терминалов.
Что касается вопроса о распространении свободы перемещения на 10 новых государств-членов ЕС, то было принято решение вынести его на референдум, который состоялся 25 сентября 2005 года. Принцип свободы передвижения с новыми членами ЕС поддержали 55,95 % швейцарцев, сообщило Швейцарское телеграфное агентство.
8 февраля 2009 года граждане Швейцарии одобрили на референдуме продление соглашения с Евросоюзом о свободном движении рабочей силы, дав зелёный свет и на то, чтобы это право распространилось на граждан Румынии и Болгарии. В преддверии голосования ультраправые, выступавшие против, пугали сограждан тем, что приток в страну румын и болгар чреват ростом безработицы и преступности. Однако потеря привилегий в торговле с ЕС и ухудшение отношений, которыми грозил Брюссель, показались швейцарцам страшнее.
Проведение референдума по вопросу о том, стоит ли гражданам Швейцарии по-прежнему принимать рабочих из стран Евросоюза и, в свою очередь, иметь право на работу в ЕС, понадобилось в связи со скорым истечением соглашения Берна и Брюсселя о свободном движении рабочей силы, а также вступлением в 2007 году Болгарии и Румынии в состав ЕС.
Если к гражданам 25 стран ЕС швейцарцы уже более или менее привыкли, то к перспективе наплыва в страну румын и болгар многие отнеслись неоднозначно. В преддверии воскресного референдума на этих настроениях попыталась сыграть ультраправая Народная партия, из-за отказа которой расширить действие договора на Софию и Бухарест путём голосования в парламенте этот вопрос собственно и пришлось выносить на общенациональный плебисцит.
Готовясь к нему, партия, давно известная своей жёсткой антииммиграционной платформой, распространила по всей стране постеры, изображающие трёх чёрных воронов, клюющих маленькую Швейцарию. Агитируя голосовать против, ультраправые пугали граждан тем, что приток дешёвой рабочей силы из Румынии и Болгарии (по их определению — «стран третьей Европы») оставит без рабочих мест коренных швейцарцев, а также приведёт к увеличению налогов и росту преступлений.
Сторонники продления соглашений с ЕС, в свою очередь, обращали внимание на то, что негативный исход голосования поставит под угрозу весь комплекс отношений Швейцарии с Евросоюзом. Тем более, что Брюссель не раз давал понять, что дискриминация двух новых членов ЕС недопустима и что швейцарское «нет» автоматически сведёт на нет шесть других соглашений, касающихся взаимного снятия торговых барьеров. Некоторые еврочиновники даже говорили, что в качестве ответной меры на швейцарское «нет» ЕС может приостановить действие Шенгенского соглашения с этой страной. Ввиду того, что около трети рабочих мест в Швейцарии напрямую связаны с ЕС, объём торговли с которым достигает €150 млрд ежегодно, отмена режима свободного трудоустройства создала бы огромные сложности и увеличила бы издержки швейцарских экспортёров.
Однако если впервые решение впустить в страну рабочих из ЕС принималось на фоне экономического бума и потому в 2000 году его поддержали 67 % граждан, то сейчас Швейцария, как и большинство стран мира, переживает финансовый кризис. И хотя уровень безработицы в стране составляет всего 3 %, число безработных по сравнению с докризисными временами все же выросло.
Поэтому всего за пару дней до референдума число сторонников продления соглашения с ЕС и двумя его новыми членами составляло только 50 %. Против выступали 43 %, тогда как оставшиеся по-прежнему не могли определиться. Тем не менее, около 60 % избирателей все-таки ответили на вопросы референдума утвердительно. И тем самым продемонстрировали, что угроза испортить отношения с Евросоюзом для них страшнее, чем возможный наплыв иммигрантов из Болгарии и Румынии.
Одним из проблемных аспектов отношений Швейцарии с Евросоюзом является вопрос тайны банковских вкладов швейцарских банков. В современном мире вряд ли найдётся какая-либо другая страна, кроме Швейцарии, в которой банки оказывали бы столь существенное воздействие не только на экономические, но и на общественно-политические процессы. Эта страна стала символом элитарной банковской системы и заслуженно пользуется репутацией самого надёжного финансового сейфа в мире.
Помимо высокой надёжности многих привлекает гарантированная швейцарским законом тайна банковских счетов и имён их владельцев.
В самой Швейцарии считают[кто?], что многое, связанное с этой проблемой, можно характеризовать как «популярный миф».
В действительности в банковской системе страны не существует анонимных счетов (blind eyer), их владельцы хорошо известны руководству банков. Действует также строжайшая система постоянной проверки владельцев номерных счетов.
И всё же в последнее время давление мирового сообщества и, особенно, Евросоюза на Швейцарию возрастает. Несмотря на мощное давление Евросоюза, окончательно отказываться от принципа банковской тайны Швейцария не намерена. Данный принцип, по мнению главы Швейцарского национального банка X. Майера, является легитимным методом функционирования любого финансового объединения.
Швейцария намерена в дальнейшем тщательно анализировать все возможные последствия реализации двусторонних соглашений с ЕС и его членами.
В первую тройку актуальных проблем, по которым альпийская республика не готова идти на какие-либо радикальные уступки, входят вопросы сохранения банковской тайны, независимости швейцарского франка и незыблемости принципа нейтралитета во внешней политике.
В целом, Швейцария не готова вести дела в банковской сфере по «правилам Евросоюза».
Считается, что страна была вынуждена уже пойти на значительные уступки, что существенно девальвирует привлекательность её национальных банков. Такое развитие событий особенно не устраивает небольшие приватные (семейные) банки, составляющие основу финансовой системы страны.
В новое столетие Швейцария вступает в состоянии активного поиска иного имиджа и места в современном мире.
Оказавшись в географическом центре расширяющегося Евросоюза, Швейцария вынуждена вырабатывать новые принципы международного сотрудничества. Европа остаётся для Швейцарии важнейшим партнёром: экономическим, политическим, культурным.
В целом, это направление внешней политики Швейцарии в новом веке стало более прагматичным. Швейцария не является членом Евросоюза и, очевидно, ещё долго им не станет.
При этом у неё есть ряд неоспоримых преимуществ перед ЕС, как-то: дипломатическая компетенция Швейцарии, её надёжность и репутация, завоёванная в сфере защиты прав человека.
И Швейцария достаточно успешно научилась их использовать в новых реалиях.

## Отношения Швейцарской Конфедерации и России
Отношения между Швейцарией и Россией отличаются стабильностью и демонстрируют с начала века устойчивую тенденцию к расширению сферы совместных интересов. Новый этап в этих отношениях начался с официального визита в Россию президента Швейцарии Флавио Котти в декабре 1998 года. Именно тогда были заложены основы политического сотрудничества обеих стран в сфере борьбы с международной преступностью, отмыванием «грязных» денег, торговлей наркотиками и нелегальной иммиграцией. Однако экономический кризис 1998 года в России не позволил тогда реализовать все имеющиеся для увеличения инвестиций Швейцарии в российскую экономику.
В последующие годы эти намерения неоднократно подтверждались на самом высоком уровне, а министр иностранных дел Швейцарии Йозеф Дайс ещё раз заверил в 1999 году российское руководство, что его страна готова к дальнейшему углублению взаимных отношений и ждёт от России соответствующего отклика на свои предложения.
Пока руководство РФ раздумывало над перспективами российско-швейцарских отношений, произошла страшная катастрофа, последствия которой ощущались долгие годы. 1 июля 2002 г. над Боденским озером, по вине швейцарской авиадиспетчерской компании «Скайгайд», на высоте около 11 км столкнулись грузовой самолёт компании DHL и пассажирский Ту-154 «Башкирских авиалиний», на борту которого находилось большое количество детей. «Эта трагедия, — заявил президент Швейцарии Паскаль Кушпен во время визита в Москву в июле 2003 г., — тяжёлой тучей нависла над нами, омрачая отношения между Россией и Швейцарией».
Президенты обеих стран подтвердили приверженность принципам многополярного мира, осудили все проявления международного терроризма и с удовлетворением констатировали заметные успехи в совместной борьбе с отмыванием денег. В первые годы нового столетия Швейцария вышла на 4-е место как по объёму инвестиций в российскую экономику (1,3 млрд долларов), так и по количеству работающих на территории России предприятий (более 450).
Деловые круги Швейцарии действительно проявляют огромный интерес к необъятному потребительскому рынку РФ. Однако несовершенство законодательной базы и отсутствие привычных для швейцарцев гарантий и условий предпринимательства тормозят этот процесс.
В 2004 году был проведён международный семинар, посвящённый России, организатором которого выступило швейцарское неправительственное объединение «Совет по сотрудничеству Швейцария-Россия». Спецпредставитель президента РФ по международному энергетическому сотрудничеству Игорь Юсуфов, принявший участие в этом семинаре, заявил, что «Швейцария, обладающая большими финансовыми ресурсами, может мобилизовать новейшие технологии для использования их в российском энергетическом секторе, потенциал вложений в который достигает $200 миллиардов… Такой семинар, этот формат, рамка этого формата очень важна для того, чтобы имидж России здесь позитивно продвигать и привлекать инвесторов».
Участники семинара обсудили современный образ России в Швейцарии, согласившись при этом, что швейцарские средства массовой информации пытаются отойти от стереотипов и представить более или менее объективный образ России. «Этот форум происходит в очень важное время, когда вся Европа с тревогой смотрит на Россию, и стереотипы старых времён опять выходят наружу», — отметил известный немецкий политолог Александр Рар.
По словам Рара, по сравнению с другими странами Европы «именно швейцарцы относятся к России менее эмоционально и менее стереотипно». Представитель федерального департамента иностранных дел Швейцарии Жан-Жак Дедардель также подчеркнул, выступая на семинаре, что Конфедерация заинтересована в улучшении имиджа России для развития всестороннего сотрудничества между странами. «Отношение к России окрашено эмоциями, иногда отрицательными, иногда позитивными, но эти представления базируются на клише, стереотипах», — отметил он. Всего в семинаре приняли участие около 150 человек — предприниматели, политологи, представители различных партий и федеральных ведомств Швейцарии, журналисты. По приглашению организаторов в Берн также приехал председатель Конституционного суда России Валерий Зорькин. Таким образом, несмотря на упомянутые выше проблемы, сотрудничество Россия-Швейцария продвинулось ещё на шаг вперёд.
На заседании Федерального совета по вопросам внешней политики в 2005 году отмечалось, что более тесными должны стать отношения Швейцарии с Россией, Китаем, Японией, Бразилией, Индией, балканскими странами, ЮАР.
В 2007 году был сделан ещё один значительный шаг к сближению Швейцарии и России, когда Государственный Секретариат Швейцарии по науке и технологиям включил Россию в список приоритетных стран для развития отношений. Как сообщил в Берне «Интерфаксу» представитель отдела двустороннего сотрудничества этого ведомства Маркус Гюблер, «Россия наравне с Индией, Китаем и ЮАР числится в списке стран, стратегическое сотрудничество с которыми на период 2008—2011 гг. планирует развивать Государственный секретариат Швейцарии по науке и технологиям». Он также добавил, что «за четыре года объём ресурсов, направляемых на финансирование программ двустороннего сотрудничества с упомянутыми странами, достигнет суммы в 53 млн швейцарских франков (почти 32 млн евро). Из них на российское направление будет выделено 8-10 млн швейцарских франков (4,82-6 млн евро)».
М. Гюблер отметил, что «российско-швейцарское сотрудничество в научно-технологической сфере главным образом основано на индивидуальных контактах учёных и исследователей из двух стран и, в основном, затрагивает сферы естественных наук, экологии и нанотехнологий, а также социологии и экономики». В скором времени, добавил он, «ожидается открытие Швейцарского дома в России, который послужит платформой для дальнейшего развития отношений между представителями научного сообщества из двух стран… Двустороннее сотрудничество между Швейцарией и Россией основано на принципах взаимной выгоды, устойчивом развитии, рассчитанном на длительный срок, и на финансировании проектов в равных долях».
После того, как Россия и Грузия разорвали дипломатические отношения в период войны в Грузии в августе 2008 года, возник естественный вопрос о том, какая страна сможет представлять интересы России в Грузии. 13 декабря 2008 года в Москве Сергей Лавров и его швейцарская коллега Мишлин Кальми-Ре подписали ноту о том, что интересы России в Грузии будет представлять именно Швейцария. Было объявлено об открытии в ближайшее время при посольстве Швейцарии в Тбилиси так называемой «секции интересов России». Сергей Лавров в связи с этим заявил: «Мы признательны нашим швейцарским коллегам за такую договорённость. Она, безусловно, будет отвечать интересам нормализации обстановки и, в конечном счёте, интересам поддержания контактов между российским и грузинским народами». Очевидно, что такой шаг укрепил взаимодоверительные отношения Швейцарии и России.
Швейцарские газеты нередко упоминают о необходимости поддержания хороших отношений с Россией. В частности, информационный интернет-портал «Swissinfo» в статье, посвящённой проведению первой полноформатной встречи глав внешнеполитических ведомств России и США Сергея Лаврова и Хиллари Клинтон по вопросам будущих основ российско-американских отношений, которая проводилась в Женеве, особо отмечает, что «Россия имеет дружественные отношения с Женевой. На протяжении многих лет генеральным директором ООН в Женеве является россиянин (в настоящее время — Сергей Орджоникидзе)… Женева также являлась местом проведения знаменитого саммита 1985 года между Р. Рейганом и М. Горбачёвым, который ознаменовал начало конца СССР. Не следует также забывать, что именно здесь проходили переговоры с Грузией после её военного столкновения с Россией в августе 2008 года».
Таким образом, отношения Швейцарской Конфедерации и России находятся в стадии их расцвета, и это касается как чисто политических вопросов, так и вопросов, связанных с экономическим сотрудничеством обеих стран. Ещё далеко не весь потенциал использован сторонами, однако наметившиеся тенденции к расширению отношений дают возможность предположить, что предстоит дальнейшая интенсификация диалога между сторонами, целью которого станет устранение оставшихся препятствий.
В сентябре 2009 года была проведена первая в истории встреча высшего руководства двух стран. Президент РФ Дмитрий Медведев посетил Швейцарию с официальным визитом.

## Отношения Швейцарии и США в начале XXI века
Ещё в 2000 году на первом месте для Швейцарии находилась Европа. Но с течением времени руководство ФДИД (Федерального Департамента иностранных дел) осознало, что в новых условиях страна должна уделять повышенное внимание и остальному миру. По этой причине ФДИД в сотрудничестве с другими министерствами разработал соответствующие стратегии, в частности, в плане интенсификации отношений с США, занимающими вне Европы второе место в списке важнейших торговых партнёров Швейцарии.
М. Кальми-Ре (которая начала руководить ФДИД в феврале 2003 года) позволяла себе высказывать критические замечания в адрес внешней политики США. Так, в октябре 2003 года, выступая в Нью-Йорке, она указала на недопустимость гегемонии одной супердержавы и необходимость соблюдения принятых на международной арене правил игры. Безусловно, даже в самой Швейцарии многие не склонны были одобрять такое поведение главы ФДИД.
В результате, после двух с лишним лет пребывания на посту руководительницы швейцарского внешнеполитического ведомства, назрела необходимость корректур во внешнеполитическом курсе страны. Внешняя политика «проб и ошибок» резко порывала с принятыми в Швейцарии дипломатическими традициями, на первом плане которых стоят доверительность и предсказуемость. М. Кальми-Ре обвиняли также в «правочеловеческом» и «гуманитарном» уклонах во внешней политике, при этом за бортом её внимания оставались такие важные досье, как отношения Швейцарии и США, тогда как элементарные соображения реальной политики должны были бы привести её к необходимости поддерживать с США хорошие отношения.
Однако признавалось, что со времени вступления на свой пост М. Кальми-Ре удалось значительно расширить палитру внешнеполитических тем.
Поэтому состоявшееся 18 мая 2005 года специальное заседание Федерального совета, посвящённое исключительно вопросам внешней политики Конфедерации, можно назвать давно назревшим. М. Кальми-Ре во многом согласилась с прозвучавшей в её адрес критикой. По итогам заседания было объявлено, что речь должна идти не о кардинальной перемене внешнеполитического курса, а о смещении акцентов, которое подчёркивает в качестве цели необходимость защиты своих собственных (прежде всего экономических) интересов и указывает на универсальность швейцарской внешней политики.
На отношения Швейцарии с США серьёзно повлияли события в Ираке (военный кризис в марте — мае 2003 года). Тогда Швейцария заняла позицию, в целом разделяемую подавляющим большинством мирового сообщества. Швейцария заявила устами П. Кушпена, что считает недопустимым наличие у Ирака оружия массового поражения и что иракцы намеренно размещают свои войска вблизи гражданских объектов, что противоречит международному праву, что США сами нарушили международное право, начав войну в Ираке, но и режим Хусейна неоднократно и в грубой форме нарушал права человека. Тем не менее, со стороны Швейцарии было недвусмысленно подчёркнуто, что она выступает за исчерпывание всех мирных средств для того, чтобы принудить Багдад к разоружению. Лишь после этого на рассмотрение может быть поставлен вопрос о применении силы как последнего средства.
В начале века вразрез с предыдущей практикой государственные мужи стали давать добро на пролёты военных самолётов и транзит грузов Североатлантического альянса, направлявшихся в кризисные регионы (условием этого, правда, было наличие мандата ООН). После бурных внутриполитических дискуссий швейцарцы также присоединились к натовской программе «Партнёрство ради мира». Однако накануне войны в Ираке Швейцария заняла достаточно жёсткую позицию по вопросу пролётов самолётов антииракской коалиции над её территорией, не обнаруживая безоговорочную поддержку действиям НАТО и их лидеру США.
Во-первых, было заявлено, что в случае, если США начнут операцию против Ирака без санкции СБ ООН, Швейцария откажет Вашингтону в любых пролётах с военными целями, что и было в итоге сделано. Во-вторых, если резолюция Совет Безопасности ООН одобрит силовой вариант, Швейцария будет предоставлять США возможности пролёта через свою территорию «от случая к случаю», то есть взвешивая все за и против каждый раз отдельно. Никакого генерального разрешения на пролёты предусмотрено не было.
Параллельно Федеральный совет принял решение о запрете С. Хусейну на въезд в Швейцарию на основании «тяжёлых нарушений прав человека и военных преступлений». Этот шаг служил целью сохранить реноме страны в качестве поборника прав человека. Одновременно Швейцария наотрез отказалась выслать из страны иракских дипломатов, как того требовал от неё Вашингтон. Федеральный совет принял прагматичную позицию и не остановил военно-техническое сотрудничество с США, при этом П. Кушпен подчеркнул, что «Швейцария будет занимать нейтральную позицию, в частности, она прекратит поставки вооружений, которые могут быть непосредственно применены в зоне военных действий».
Оценивая результаты войны, в Берне посчитали, что успешно опробованная американцами в Ираке доктрина превентивной войны привела к определённой милитаризации мировой дипломатии.
Отказавшись от многосторонней дипломатии, Вашингтон перешёл к тактике создания коалиций при помощи экономических посулов и политических угроз, что означает во многом возвращение к военно-политическому мышлению XIX века. Война в Ираке решила одну проблему, но создала массу новых, после неё мир не стал стабильнее.
Швейцария до настоящего времени представляет интересы США на Кубе и в Иране.
Что касается банковской сферы, то и тут существовали и существуют серьёзные противоречия швейцарской и вашингтонской позиций. В то время как Европа проявляет свойственную ей деликатность в отношении «швейцарских гномов», США настойчиво добиваются своих целей и вынуждают Швейцарию идти на некоторые уступки.
Так, с января 2001 года вступило в силу соглашение между обеими странами, в соответствии с которым со счетов американских граждан в пользу государственной казны США автоматически снимается 31 % от накопленного в течение года дохода по вкладам.
10 декабря 2007 года швейцарский банк UBS, крупнейший в Европе по размеру активов, объявил о списании десяти миллиардов долларов, причиной которого стал именно ипотечный кризис в США.
А в октябре 2008 года правительство Швейцарии приняло решение о выкупе 10 % акций банка за 3,9 миллиарда евро в связи с мировым финансовым кризисом.
Это был сильный удар по Швейцарии, маленькой альпийской стране, известной как родина private banking, частного банковского дела. Швейцарская система private banking всегда занимала лидирующее положение в мировой банковской сфере, что вызывает зависть.
Во время экономического кризиса Швейцария превратилась в удобный громоотвод для финансово озабоченных стран, которые могут таким образом разрядить свою неудовлетворённость и отвлечь внимание своих граждан от изъянов в собственных плохо действующих налоговых системах.
К тому же Швейцария претендует на достижение амбициозной цели — войти к 2015 году в первую тройку мировых финансовых центров наряду с Нью-Йорком и Лондоном. На фоне такой обстановки обращение в августе 2008 года Министерства юстиции США в суд с требованием к швейцарскому банку UBS удовлетворить запросы американских налоговиков (Internal Revenue Service) и раскрыть имена клиентов UBS из Америки, открывших в банке анонимные счета, оказалось весьма некстати. Властям Швейцарии пришлось сотрудничать с американской стороной и пойти на значительные уступки.

## Миграционная политика Швейцарии в XX — начале XXI вв
Говоря о миграционной политике в XX—XXI вв., можно выделить несколько основных её этапов.
Так, в 1914—1945 гг. к иммигрантам предъявлялись очень высокие требования по адаптации. Отдельным группам населения (например, «восточным евреям») во въезде было отказано. Во время Второй мировой войны Швейцария отказала во въезде многим евреям, зная, что тех ожидает гибель, за что Швейцария официально принесла извинения.
С 1945 года миграция понималась только как временное вовлечение приезжих в рынок труда. Считалось, что интеграция мигрантов не нужна, так как запланировано их возвращение на родину. Распространёнными были суждения о том, что мигрантов должны поддерживать те страны, откуда они родом, а также дискуссии о засилье иностранцев. В 1960-х годах возникла заметная напряжённость вокруг вопроса о большом числе рабочих из стран Южной Европы, приехавших на заработки в Швейцарию.
Несмотря на традиционный интернациональный характер страны и необходимость участия иностранцев в её экономической жизни, многие швейцарцы проявляли враждебное отношение к мигрантам из Южной Европы и считали их виновными во внутренних проблемах страны, таких как нехватка жилья. В соответствии с этим правительство ввело ограничения, резко сократившие долю иностранцев среди работающих.
В 1982 году избиратели отклонили предложение правительства о либерализации правил, регулирующих пребывание иностранных рабочих и их семей, а в 1987 году иммиграция была ещё более ограничена. Основным «ударом» по политической иммиграции стало принятие летом 1990 года федерального закона, резко ограничившего возможности обосноваться в Швейцарии для многих категорий иммигрантов. Упростив и ускорив процедуру рассмотрения заявлений, закон позволил в кратчайшие сроки выдворить из страны подавляющую массу заявителей, ибо всего 6 % из них получают положительный ответ. Он запретил ожидающим решения своей судьбы иммигрантам наниматься на работу в течение первых трёх месяцев пребывания в стране. Именно этого срока в большинстве случаев достаточно, чтобы дать отказ.
Также закон ввёл понятие «безопасных» стран, где, по мнению швейцарских законодателей, не нарушаются права человека, а, следовательно, гражданам этих стран не может предоставляться политическое убежище. В число таких стран, помимо России, попали Турция, а также Югославия.
Были применены и другие меры, в частности, усиление пограничного контроля (наиболее уязвимые участки границы были оборудованы видеокамерами инфракрасного излучения), введение централизованных и закрытых пунктов регистрации, требование визы, сокращение пособия на питание и жильё, отказ в ходатайстве без предварительного слушания, насильственная высылка. Кроме того, швейцарские власти удерживали 7 % из зарплаты лиц, не имеющих вида на жительство, на покрытие расходов на их высылку, которая считалась делом заранее решённым.
К законодательным мерам добавился целый ряд административных. Благодаря стандартному вопроснику, которым пользовались чиновники и юристы федерального управления по делам беженцев и компьютерной обработке ответов, все биографии просителей выглядели противоречивыми, а потому объявлялись лживыми и не соответствующими реальной политической обстановке в данной стране, которую априори считали вполне нормальной. Последствия подобных мер сказались очень быстро: процент приёма лиц, ищущих убежища, сократился с 94 % в 1981 году до менее 3 % в 1992 году (поднявшись в 1993 году до 20 % за счёт временно принятых 2 тысяч боснийцев).
В 1991 году Федеральный Совет Швейцарии объявил о проведении «новой иммиграционной политики». Основанная на принципе «трёх кругов», она ставит в привилегированное положение иммигрантов из так называемых «традиционных зон» (Европейский союз и Европейская ассоциация свободной торговли), где «культурные, религиозные и социальные ценности соответствуют швейцарским». Во второй круг входят США и Канада, в третий — все прочие страны. Одновременно федеральные власти предложили серьёзный пересмотр закона о временном и постоянном проживании иностранцев. Под предлогом борьбы с преступностью была введена серия «принудительных мер».
Так, предусматривается «превентивное заключение» иностранцев, ещё не получивших вида на жительство, тюремное заключение сроком на 6 месяцев беженцев, обречённых на высылку, и проживание под надзором полиции иностранцев, «угрожающих общественному порядку».
В 1994 году участники референдума одобрили ужесточение закона о пребывании иностранцев. Тем не менее контингент иностранных рабочих остаётся большим — 25 % от общего числа занятых. В то же время число иностранных граждан, проживающих в Швейцарии, возросло примерно до 1,4 миллиона.
С 2000 года подход к вопросам иммиграции и интеграции можно охарактеризовать как «ресурсный» (в отличие от «дефицитного» предшествующих лет). В настоящий момент[какой?] текущая политика Швейцарии в сфере иммиграции выглядит следующим образом:
- Введение принципа свободного передвижения и повсеместного проживания граждан (принцип действует в отношении государств — членов ЕС или ЕАСТ). Другими словами, тот, кто найдёт работу, имеет право остаться в стране.
- Политика строгого ограничения иммиграции (проводится по отношению к государствам, не являющимися членами ЕС/ЕАСТ). Иммиграция возможна теперь только для высококвалифицированных кадров.
- Воссоединение семей — важнейшее основание для переселения в страну. Доля прибывших по линии воссоединения семей составляет в целом более 40 % .

В Швейцарии действуют также политические движения и партии, придерживающиеся антииммигрантской риторики, для которой характерны следующие высказывания:
- Иностранцы отнимают у нас работу!
- Швейцария — христианская нация!
- Торговля наркотиками и насилие — этим занимаются именно иностранцы!
- Интегрироваться — это задача иностранцев!
- Иностранцы приезжают к нам только для того, чтобы попользоваться благами нашей системы социального обеспечения!
- Мультикультурное общество потерпело неудачу!
- Подстраиваться и адаптироваться должен тот, кто сюда приезжает!
- Мы определяем сами, кто входит в наш круг, а кто — нет!

Одной из самых мощных крайне правых политических сил является Швейцарская народная партия (Schweizerische Volkspartei, SVP). Радикальные правые считают, что значительное количество иностранцев нарушает федеральные законы. По словам представителей партии, многие из наркодилеров страны — это «пришельцы» из других государств, а 70 % заключённых — некоренные швейцарцы.
Острота спора по миграционному вопросу, по вопросу предоставления свободы передвижения со временем уменьшилась. Так, 25 сентября 2005 года в Швейцарии состоялся референдум относительно распространения принципа свободы передвижения между Швейцарией и ЕС на новых членов Евросоюза. Незадолго до этого Федеральный совет, правительство страны, рекомендовал народу дать положительный ответ на поставленный вопрос. Даже К. Блохер, лидер Швейцарской народной партии, немного изменил тон и 12 сентября в «Обращении к народу» со страниц самой читаемой в Швейцарии газеты бульварного толка «Блик» заявил о том, что «мы должны рискнуть».
Общенациональный референдум прошёл, как уже упоминалось выше, 25 сентября 2005 года. 56 % принявших участие в голосовании высказались за свободу передвижения. «Выступив за дальнейшее открытие страны, швейцарцы действовали прагматично», — писала в редакционном комментарии газета «Дер Бунд», — «В эпоху глобальной экономики Швейцария уже не может делать то, что она хочет. Тот, кто хочет вести бизнес с ЕС, должен признать возможность для европейцев работать в Швейцарии».
Сотрудничество Швейцарии и ЕС в миграционном вопросе выгодно для обеих сторон и обусловлено необходимостью. В частности, Швейцария испытывает необходимость в присоединении к Шенгенской информационной системе и «Дублинской конвенции о государстве первого убежища» для более эффективной борьбы с трансграничной преступностью и незаконной миграцией, а также для того, чтобы разгрузить систему предоставления убежища. ЕС заинтересован в повышении эффективности борьбы с финансовыми нарушениями и экономическими преступлениями (в виду имеется сокрытие гражданами ЕС доходов по вкладам, размещённым в швейцарских банках). Всей Европе, как никогда ранее, необходим общий план урегулирования миграционных потоков согласно взаимным интересам личности и общества. Если она сегодня не совладает с ними, то завтра эти миграционные потоки по-своему «справятся» уже с самой Европой.
Распределение иностранцев по Швейцарии очень неравномерно. Особенно высокий процент иностранцев среди детей. Проведённая в 2000 году перепись населения показала, что 25,8 % детей в возрасте до 6 лет не имели швейцарского гражданства, а в пяти крупных городах страны это число превысило 45 %. Практически каждый пятый ребёнок, родившийся в Швейцарии, имеет по крайне мере одного из родителей, который имеет иностранное гражданство. Увеличение значения высококвалифицированных иммигрантов в Швейцарии. Швейцарский закон благоприятствует образованным специалистам, и богатым, и даже создаёт стимулы для их жизни и создания ими бизнеса в Швейцарии.
На сегодняшний день[когда?] существует три основных вида иммигрантов, приезжающих в Швейцарию:
1. Высокообразованные, высококвалифицированные специалисты, такие, как инженеры, которые приезжают в Швейцарию исключительно для работы в качестве высококвалифицированных работников или начинают свой собственный бизнес, и богатые люди, которые приезжают жить за счёт своего богатства. Эти иммигранты благополучны по швейцарским иммиграционным законам.
2. Политические беженцы, которые приезжают именно в поисках убежища. На протяжении многих лет Швейцария приветствовала сотни тысяч политических беженцев в мире из горячих точек и продолжает это делать. Тем не менее, швейцарское законодательство не позволяет людям пытаться эксплуатировать швейцарскую социальную систему.
3. Низкоквалифицированные работники, особенно из Португалии, северной Испании и южной Италии, которые приезжают в страну, чтобы предложить свою работу за высокую швейцарскую зарплату. Закон жёстко ограничивает эту категорию иммигрантов, которые и так уже находятся в Швейцарии в больших количествах.

В Конфедерации главный закон, который регулирует процедуру въезда на территорию Швейцарии — это федеральный закон от 26 марта 1931 года. В начале XXI века правительство подготовило проект нового закона и он был рассмотрен 8 марта 2002 года Федеральным Советом. После чего закон был принят 16 декабря 2005 года, а последние поправки, касающиеся статей 92—95 и 127 внесены 12 декабря 2008 года. Новый проект закона, в статье, касающейся целей, регулирует въезд, пребывание иностранцев в Швейцарии, а также процедуру воссоединения семьи. Кроме этого, в законе описываются разные программы стимулирования интеграции иммигрантов в общественной и политической жизни страны. В феврале 2009 года в Тиране прошёл семинар, проведённый Федеральным ведомством по вопросам миграции в Швейцарской Конфедерации, посвящённый вопросам интеграции иммигрантов в стране. Был приведён доклад, согласно которому было подтверждено, что сосуществование швейцарского народа и жителей иммигрантов удовлетворительно.
Однако:
- около 15 % иммигрантов, не успели в молодости завершить своё профессиональное образование в рамках обычной задержки;
- Почти 40 % населения по уровню благосостояния не соответствуют швейцарским гражданам;
- Около 50 % лиц, осуждённых за уголовные нарушения в Швейцарии, являются гражданами других государств;
- Лишь 20 % иммигрантов, прибывших в страну в поисках убежища, имеют прибыльную работу.

## Беженцы и защита от преследования
В августе 1942 года порог для «расовой» иммиграции, в стране преследовали беженцев, прежде всего евреев, для них въезд на тот момент являлся закрытым.
В 1956 году, сразу же после восстания и последующего вторжения советских войск в Венгрию, в Швейцарию прибыли на временное проживание около 14000 венгерских беженцев, из которых 7000 остались в дальнейшем в Швейцарии. С 1959 года беженцы из Тибета были допущены в страну.
После вторжения войск Варшавского договора в Чехословакию в 1968 году в Швейцарию бежали около 12 000 чехословацких беженцев — в основном высококвалифицированных рабочих и учёных.
В 1973 году, когда правительство Альенде было свергнуто, Совет Федерации разрешил въезд не более 200 беженцев из Чили. В этом меморандуме сопротивление предложило такой расклад событий, что власти были вынуждены оставить открытыми ворота Швейцарии для этих беженцев.
В период между 1975 и 1983 годами прибыло 8200 беженцев из Юго-Восточной Азии, убежище в Швейцарии стало предоставляться как нечто само собой разумеющееся.
Объявление военного положения в Польше в 1981 году привело к принятию около 2500 польских беженцев в Швейцарию.
С начала 1980-х годов ситуация изменилась в области предоставления убежища. Число лиц, ищущих убежище, увеличилось значительно. Что поражает — возрастающее разнообразие стран происхождения лиц, ищущих убежища. Многие из них из Шри-Ланки, Турции, Ирака и ряд африканских государств. Это также является следствием увеличения мобильности и сетей в мире. Во время войны в Боснии и Герцеговине (1992—1995), в Швейцарию переехали около 30 000 лиц, ищущих защиты, в то время как Косовский конфликт (1998/99) вызвал прибытие 53 000 человек. Причины, почему люди сегодня расстаются со своими домами и ищут убежища в Швейцарии, являются весьма разнообразными.
В Женевской Конвенции 1951 года о статусе беженцев, является основным юридическим документом в определении, кто является беженцем, их правах и правовых обязательств государств по отношению к беженцам. Протокол 1967 года удалил из Конвенции географические и временные ограничений.
Согласно Секции 3 (1) из Закона о беженцах, беженцы определены как «иностранцы, которые в стране происхождения или стране прежнего места иммиграция в Швейцарию для жительства, подвергаются или имеют хорошо-обоснованные опасения быть подвергнуты серьёзному нарушению прав человека по причинам принадлежности к определённой расе, религии, национальности, членстве в специфической социальной группе или в результате политических убеждений».
Согласно Секции 3 (2) из того же Закона, под серьёзными опасениями имеется в виду угроза жизни, физической целостности человека или его свободе, а также действия, которые наносят невыносимое психологическое давление. Признанным беженцам предоставляется вид на жительство, имеющий силу в течение одного года и продлевается автоматически ежегодно (как и во всех других странах). После пяти лет проживания признанные беженцы имеют право на постоянный вид на жительство, имеющий силу в течение 10 лет и автоматически продлеваемый ежегодно так же.
Существуют беженцы по квоте, согласно Секции 56 из Закона о беженцах Федеральный Совет (наивысшая инстанция правительства Швейцарии) имеет право предоставлять убежище группам беженцев. В восьмидесятых и в начале девяностых, Федеральный Совет после консультаций с управлением верховного комиссариата ООН по делам беженцев решил, что Швейцария будет ежегодно допускать квоту в размере нескольких сотен беженцев (имеются в виду беженцы, которые бежали в страны, не осуществляющие приёма и натурализации беженцев, и подавшие заявление об убежище в Комиссариат ООН по делам беженцев — например, вьетнамские беженцы в Гонконге, Малайзии и т. д.).
Швейцария гордится своими гуманитарными традициями. Она уже давно является местом убежища для тех, кто преследуется по политическим мотивам. Согласно данным Федерального ведомства по статистике, в 2001 году 30 % населения, проживающего в Швейцарии, составляли эмигранты и их потомки. Тем не менее, во время Второй мировой войны в Швейцарию вернулись и были депортированы тысячи беженцев, большинство из которых евреи, на том основании, что расовые, нежели политические, преследования, не дают им убежище. В то время в Швейцарии использовали лозунг — «лодка полна».
Во время «холодной войны» Швейцария приняла беженцев в 1956 году из Венгрии и в 1968 году из Чехословакии. В последние годы Швейцария приняла беженцев из различных частей мира. В 2004 году Сербия и Черногория были странами с наибольшим числом заявлений, поданных гражданами о предоставлении убежища.